# Kihnu (wyspa)

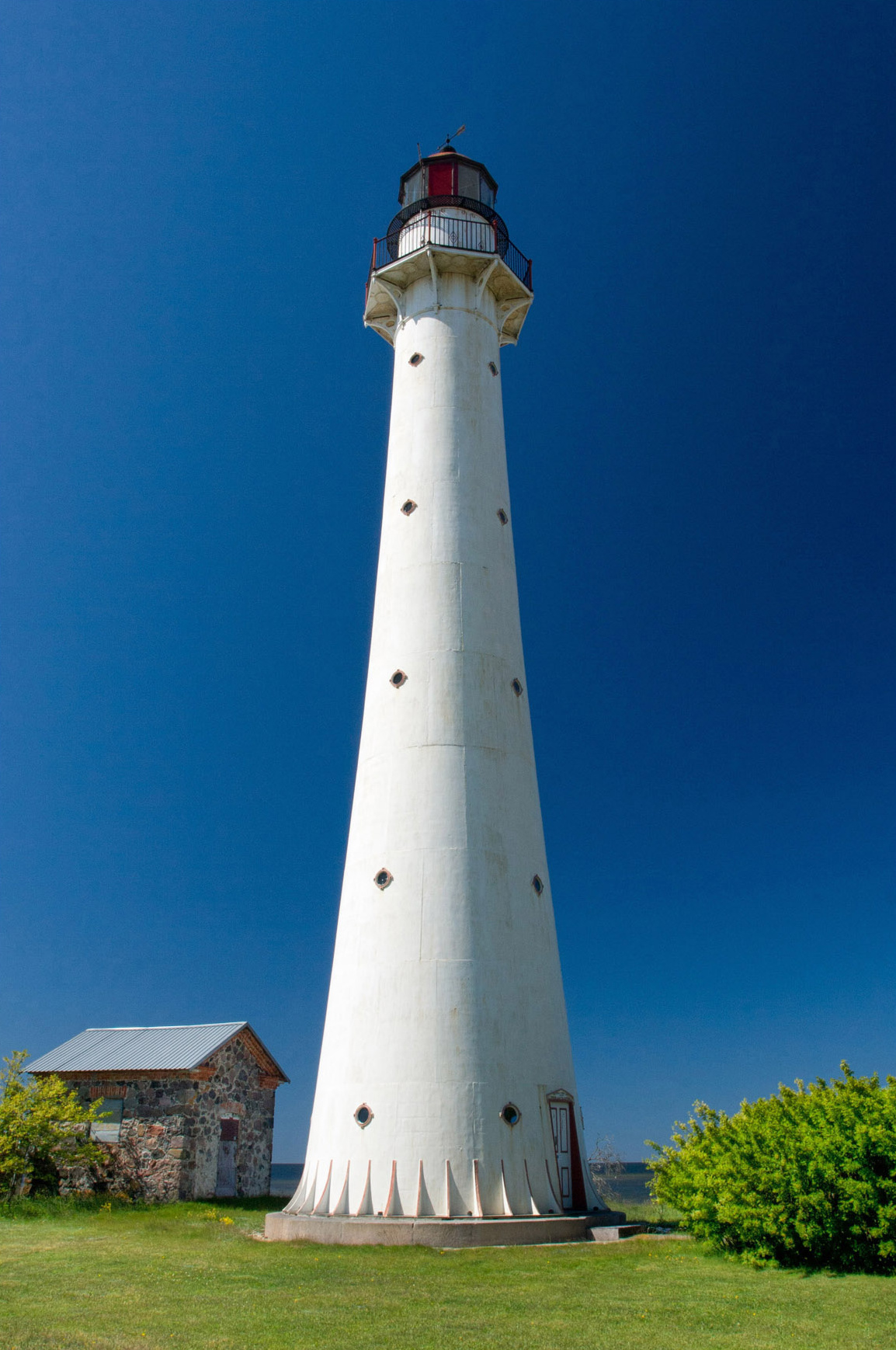
Latarnia na wyspie Kihnu

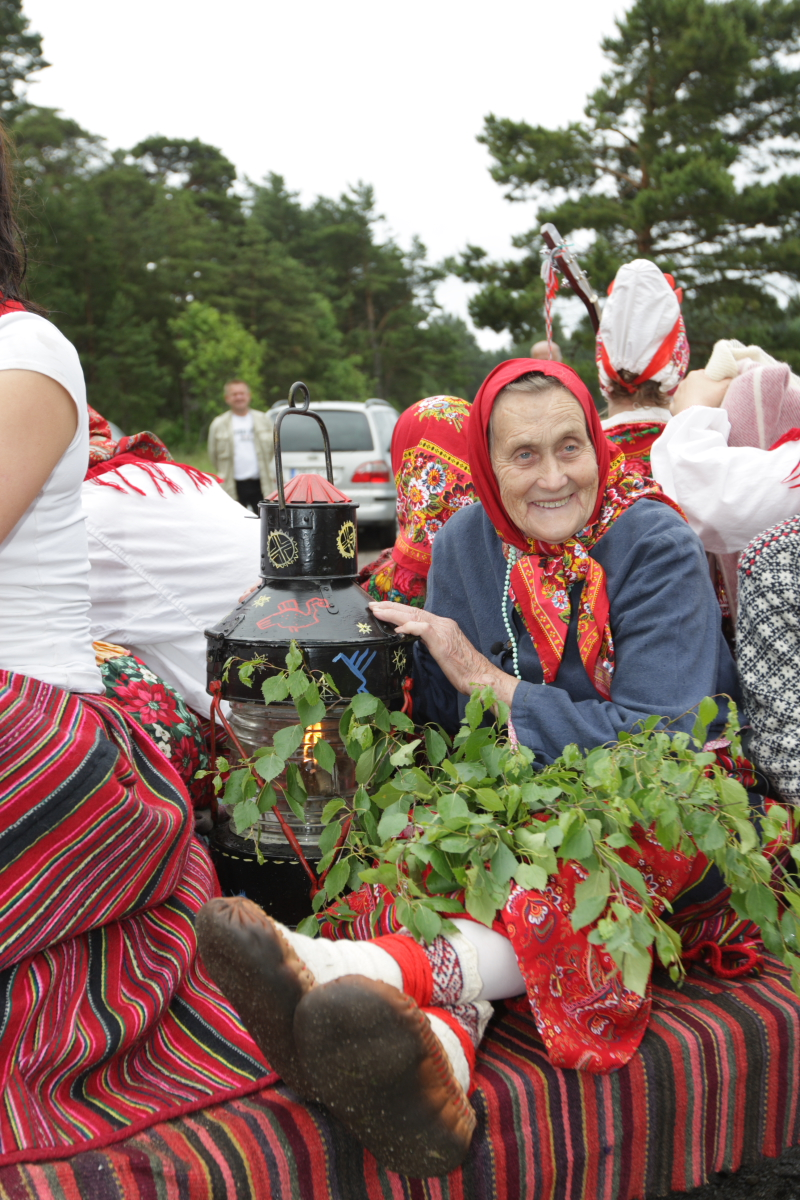
Kobiety z Kihnu ubrane w tradycyjne stroje

Kihnu – niewielka wyspa w Zatoce Ryskiej należąca do Estonii. 
W 2003 roku przestrzeń kulturowa Kihnu została proklamowana arcydziełem ustnego i niematerialnego dziedzictwa ludzkości a w 2008 roku wpisana na listę niematerialnego dziedzictwa UNESCO

## Geografia
Wyspa leży na Morzu Bałtyckim w Zatoce Ryskiej. Z powierzchnią 17,1 km² jest siódmą co do wielkości wyspą Estonii. Ma 7 km długości i 3,3 km szerokości a jej linia brzegowa liczy 30,19 km. Wybrzeże Kihnu jest niskie i kamieniste. Powierzchnia płaska z najwyższym wzniesieniem sięgającym 8,5 m n.p.m.
Na wyspie panuje klimat morski, średnia roczna temperatura wynosi +5,5°C, a średnia temperatura lipca to +17°C. Średnia roczna prędkość wiatru przewyższa 6 m/s. 
Administracyjnie wyspa leży w prowincji Parnawa, a jej cztery osady: Linaküla, Rootsiküla, Sääre i Lemsi tworzą gminę Kihnu. 
W leżącej na wschodzie wyspy Lemsi znajduje się port zapewniający główne połączenie z lądem. W Sääre znajdują się: siedziba władz lokalnych, szpital, szkoła, muzeum regionalne z wystawą poświęconą kapitanowi Kihnu Jõnnowi (1848–1913) i pracami malarza Jaana Oada (1899–1984), kościół i centrum kultury z biblioteką. W Linaküli, w północnej części wyspy, zlokalizowane są: poczta i sklepy. W Rootsiküla, na południu wyspy, znajduje się kamień upamiętniający kapitana Jõnna, stacja meteorologiczna i wybudowana w 1865 roku latarnia morska Kihnu.   
W 2014 roku na wyspie mieszkało 510 osób.

## Historia
Ślady pierwszej działalności ludzkiej na wyspie pochodzą z epoki kamienia. Pierwsi osadnicy pojawili się najprawdopodobniej po pierwszym powstaniu ludowym w 1343 roku – powstaniu w noc św. Jerzego.
Pierwsza pisemna wzmianka o wyspie (Kyne) pochodzi z 1386 roku. Należała wówczas do Biskupstwa Saare-Lääne. W późniejszych czasach wielokrotnie zmieniała właścicieli. Od roku 1562 należała do Danii. W 1565 roku duński król Magnus Inflancki scedował wyspę Unii polsko-litewskiej, w zamian otrzymując część Saremy. Polacy mieli wyspę w posiadaniu do roku 1600 (z przerwą w latach 1575–1582, kiedy to wyspa należała do Rosji). W 1600 wyspa przeszła we władanie Szwecji (w latach 1627–1680 wyspa była własnością prywatną), a w 1710 roku Imperium Rosyjskiego.

## Kultura
Przez lata izolowanej egzystencji wyspiarze wytworzyli i zachowali unikatową kulturę, której bliżej do krajów skandynawskich, niż kontynentalnej Estonii. Przejawia się ona w miejscowej gwarze, zwyczajach, legendach (przez niektórych określanych jako sagi), ludowych pieśniach oraz charakterystycznych strojach (pasiaste, żabotowe spódnice). 
Kultura Kihnu ukształtowała się pod wpływem morza – mężczyźni wychodzili w morze łowić ryby i polować na foki, a kobiety podczas ich długich nieobecności zajmowały się prowadzeniem domu i gospodarstw, co ukształtowało kulturę matriarchalną.  
Kobiety pielęgnowały tradycje – pieśni runicznych, ceremonii i obrzędów oraz rękodzielnictwa. Śpiew stał się integralnym elementem wspólnej pracy i obchodów świąt religijnych, m.in. wigilii św. Jana, św. Katarzyny i Bożego Narodzenia. Do dziś kobiety tkają ręcznie na krosnach tradycyjne wełniane dzianiny, z których szyją stroje ludowe; z wełny dziergają rękawiczki, pończochy i bluzki, często w jasnych kolorach i jaskrawe paski, które zdobią dodatkowo haftami. Wiele ze wzorów nawiązuje do estońskich mitów i legend. Kobiety w dalszym ciągu noszą tradycyjne pasiaste spódnice z fartuchami na co dzień.       
W 2003 roku przestrzeń kulturowa Kihnu została proklamowana arcydziełem ustnego i niematerialnego dziedzictwa ludzkości a w 2008 roku wpisana na listę niematerialnego dziedzictwa UNESCO.